# 赵可铭
赵可铭（1942年10月—），湖北武汉人，中国人民解放军已退役上将。曾是第九届全国人大代表，中国共产党第十六届中央委员会委员，中共十四大、十六大、十七大代表。

## 生平
1961年赵可铭参加中国人民解放军，1964年调至营部任书记，此后开始从事军队宣传工作，1980年至解放军报报社当记者。1983年6月调至47军任步兵师政治部主任，1985年8月至广州军区机关工作。此期间，在广东汕头教育学院中文专业函授学习。
1988年5月任总政治部宣传部副部长，部长，同年被授予大校军衔。1990年晋升少将，1995年2月回47集团军任政委。随后于1996年1月至中国人民解放军国防大学任副政委，1997年晋升中将，2001年起任政委，2004年晋升上将，2007年9月退役。
在国防大学期间，获教授职称，为研究生导师。退役后于2008年3月当选为中华人民共和国第十一届全国人民代表大会常务委员会委员、全国人民代表大会财政经济委员会副主任委员。